# Nepal i olympiska vinterspelen 2002
Nepal deltog i olympiska vinterspelen 2002. Nepals trupp bestod av Jay Khadka, 29 år, som deltog i längdskidåkning. Detta var Nepals första olympiska vinterspel. 

## Resultat

### Längdskidåkning
- Sprint herrar
  - Jay Khadka - 70
- 10+10 km herrar
  - Jay Khadka - 79